# 伍瓊
伍瓊（？—190年），字德瑜，汝南（今河南駐馬店市汝南縣）人，東漢城門校尉。

## 生平
袁紹與董卓發生爭執，隻身離開雒陽亡奔冀州，董卓本想殺害袁紹，在時任城門校尉的伍瓊和議郎何顒、侍中周毖等勸說下，改以懷柔手段安撫，命袁紹為渤海太守，封邟鄉侯。
中平六年（公元189年），董卓之亂，關東兵起，董卓遷都長安。荀攸與議郎鄭泰、何顒、侍中的輯、時任越騎校尉的伍瓊等人商議說：「董卓無道，天下人都怨恨他，雖然他聚集了不少精兵，但實際上不過是一個勇夫而已。如果我們現在直接刺殺董卓來告慰百姓，然後占據崤山、函谷關輔佐王命，號令天下，這是齊桓公、晉文公的舉動。」事未成就被人發覺，何顒、荀攸被捕入獄，何顒因憂懼而自殺，荀攸言語飲食自若，後來董卓被殺，荀攸得以逃過一劫。
董卓當權時，尚書周毖、城門校尉伍瓊受董卓信任，他們向董卓推舉韓馥、劉岱、孔伷、張咨、張邈等人出任宰州郡。但這些人後來都來討伐董卓。
初平元年（公元190年），董卓欲遷都長安，太尉黃琬、司徒楊彪力爭不可，周毖、伍瓊出來勸諫。董卓大怒說：「我入朝時，你們兩位勸我起用善良之士，所以我接受了，但這些人到任後卻起兵對抗我，你們肯定出賣了我。」於是兩人遭董卓處斬。楊彪、黃琬等恐懼，董卓亦後悔殺伍瓊、周毖，所以表楊彪、黃琬為光祿大夫。

## 伍孚
伍孚，字德瑜。汝南吴房（今河南遂平）人。东汉末年越骑校尉，少有大节，为郡门下书佐。后被大将军何进辟为东曹属，转任侍中、河南尹、越骑校尉。董卓专权，伍孚决心亲手刺杀他。他身穿朝服内怀甲胄利刃去晋见董卓，伍孚向董卓告辞。董卓到阁门口送他，亲切地用手抚摸着他的脊背。伍孚趁机抽出利刃向董卓刺去，没有击中。董卓奋力反抗，随即呼唤左右等人捉拿，欲杀害伍孚，并大骂道：“你想造反呀！”伍孚大声说：“你不是我主公，我也不是你臣下，怎說是反了？你禍亂國家篡位主上，滿身都是罪惡！今天就是我死日，特別來殺了你這奸賊的，恨不得把你在大街闹市之中碎尸万段，以向天地神灵谢罪！”话还没说完就被殺死了。伍孚和伍琼，表字家乡相同，但是死亡的事迹不同，裴松之对伍孚和伍瓊是否是一个人不能确定。